# علي بن زيد بن جدعان
علي بن زيد بن جدعان تابعي بصري، فقيه، وأحد رواة الحديث النبوي من الضعفاء.

## نسبه
علي بن زيد بن عبد الله بن أبي مليكة زهير بن عبد الله بن جدعان بن عمرو بن كعب بن سعد بن تيم بن مرة.

## سيرته
علي بن زيد بن جدعان وكنيته أبو الحسن القرشي، من بني تيم، مكي الأصل، وُلد مكفوفًا، وكان من الفقهاء الذين يُؤخذ عنهم العلم في البصرة، ذكر العجلي والذهبي أنه كان يميل إلى التشيع، تركه أهل الحديث لسوء حفظه، قال الذهبي: «له عجائب ومناكير، لكنه واسع العلم»، قال منصور بن زاذان: «لما مات الحسن، قلنا لعلي بن زيد: اجلس مكانه»، مات سنة 131 هـ، في الطاعون.

## روايته للحديث النبوي
- روى عن: أنس بن مالك، إسحاق بْن عَبْد الله بْن الحارث بْن نوفل، وأنس بن حكيم الضبي، وأوس بن أَبي أوس، وبلال بن أَبي بردة بن أَبي موسى الأشعري، والحسن البصري، والحكم بْن عَبْدِ الله الثقفي، وزرارة بن أوفى، وسالم بن عبد الله بن عمر بن الخطاب، وسعيد بن جبير، وسعيد بن المسيب، وسلمة بن محمد بن عمار بن ياسر، وعبد الرَّحْمَنِ بْن أَبي بكرة الثقفي، وعدي بن ثابت الأَنْصارِيّ، وعروة بن الزبير، وعقبة بن صهبان، وعلي بن الحسين بن علي بن أبي طالب، وعمار بن أَبي عمار مولى بني هاشم، وعمارة القرشي البَصْرِيّ، وعمر بن حرملة، وعمر بن عبد العزيز، وعمرو بن دينار، والقاسم بن ربيعة، والقاسم بن محمد بن أبي بكر، ومحمد بن المنكدر، وأبي الضحى مسلم بْن صبيح، ومطرف بن عبد الله بن الشخير، والنضر بن أنس بن مالك، ويحيى بن جعدة بن هبيرة، ويوسف بن ماهك، ويوسف بن مهران، وأبي بكر بن أنس بن مالك، وأبي حرة الرقاشي، وأبي رافع الصائغ، وأبي الصلت، صاحب أبي هُرَيْرة، وأبي طالب الضبعي، وأبي عثمان النهدي، وأبي المتوكل الناجي، وأبي نضرة العبدي، وأمية بنت عبد الله، وخيرة أم الحسن البَصْرِيّ، وامرأة أبيه أم محمد.
- روى عنه: إسماعيل بن علية، وجعفر بن سُلَيْمان الضبعي، وحماد بن زيد، وحماد بن سلمة، وزائدة بن قدامة، وزهير بْن مرزوق، وسعيد بن زيد، وسعيد بن أبي عروبة، وسفيان بن حسين، وسفيان الثوري، وسفيان بن عيينة، وسليمان بن المغيرة، وشريك بن عبد الله بن أبي نمر، وشعبة بن الحجاج، وعبد اللَّهِ بن زياد البحراني، وعبد الله بْن شوذب، وعبد الله بن عون، وعبد الله بْن المثنى بْن عَبْد الله بْن أنس بْن مالك، وعبد الله بْن مُحَمَّد العدوي، وعبد الرحمن بن ثابت بن ثوبان الدمشقي، وعبد الوارث بن سَعِيد، وعُبَيد الله بْن عُمَر، وعدي بن الفضل، وعلي بن سالم بن شوال، وعُمَر بْن أَبي خليفة العبدي، وقتادة بن دعامة، ومات قبله، ومبارك بن فضالة، ومحمد بن عبد الرحمن بن الأوقص المخزومي، ومعتمر بن سليمان، وهشيم بن بشير، وهمام بن يحيى، وأَبُو أيوب يحيى بْن ميمون بن عطاء التمار، وأبو حمزة السكري.[3]
- الجرح والتعديل: قال أبو زرعة الرازي وأبو حاتم الرازي: «ليس بقوي»، وقال محمد بن إسماعيل البخاري: «لا يحتج به»، وقال ابن خزيمة: «لا أحتج به لسوء حفظه»، وقال الترمذي: «صدوق، وكان ابن عيينة يلينه»، وقال الفلاس: «كان يحيى بن سعيد يتقيه»، وقال أحمد بن حنبل: ضعيف، وقال العجلي: «كان يتشيع، ليس بالقوي»، وقال يعقوب بن سفيان الفسوي: «اختلط في كبره»، وقال الدارقطني: «لا يزال عندي فيه لين».[2]

وذكره سبط ابن العجمي في من اختلط، وضعّفه أيضًا يحيى بن معين والنسائي، وقال الترمذي: «صدوق إلا أنه ربما رفع الشئ الذي يرفعه غيره»، وقال يزيد بن زريع: «لقد رأيت علي بن زيد، ولم أحمل عنه، فإنه كان رافضيًا»، وقال ابن عدي: «لم أر أحدا من البَصْرِيّين، وغيرهم امتنعوا من الرواية عنه، وكان يغلي في التشيع في جملة أهل البصرة، ومع ضعفه يكتب حديث.»، وقَال ابن حبان: «كَانَ شيخا جليلا. وكان يهم في الاخبار، ويخطئ في الآثار حتى كثر ذلك في أخباره، وتبين فيها المناكير التي يرويها عن المشاهير. فاستحق ترك الاحتجاج به.»، روى له البخاري في الأدب المفرد، ومسلم مقرونًا بثابت البناني، وأصحاب السنن الأربعة.